# Alexandre Bryssinck

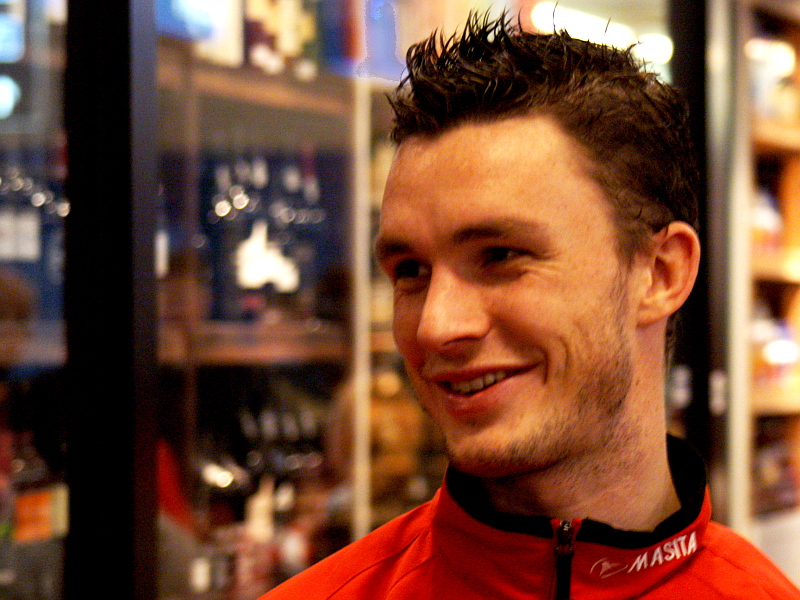
Alexandre Bryssinck

Alexandre Bryssinck [uitspraak: ɑlɛɡ'zɑ̃drə bʀi'sɛŋk] (4 maart 1981, Haine-Saint-Paul) is een Belgische voetballer die speelt bij WS Woluwe. Hij is 1m 80 groot en weegt 72 kg. Hij kan zowel als rechtsback als centraal op het middenveld spelen. Voordien speelde hij bij La Louvière en MVV.

## Clubstatistieken
| seizoen     | club        | land      | competitie     | duels | goals |
| ----------- | ----------- | --------- | -------------- | ----- | ----- |
| 2000/01     | La Louvière | België    | Eerste Klasse  | 26    | 0     |
| 2001/02     | La Louvière | België    | Eerste Klasse  | 33    | 0     |
| 2002/03     | La Louvière | België    | Eerste Klasse  | 20    | 0     |
| 2003/04     | MVV         | Nederland | Eerste divisie | 32    | 0     |
| 2004/05     | MVV         | Nederland | Eerste divisie | 29    | 4     |
| 2005/06     | MVV         | Nederland | Eerste divisie | 38    | 2     |
| 2006/07     | MVV         | Nederland | Eerste divisie | 36    | 2     |
| 2007/08     | MVV         | Nederland | Eerste divisie | 36    | 3     |
| 2008/09     | MVV         | Nederland | Eerste divisie | 39    | 2     |
| 2009/10     | MVV         | Nederland | Eerste divisie | 31    | 2     |
| 2010/11     | WS Woluwe   | België    | Derde klasse B | ?     | ?     |
| 2011/12     | WS Woluwe   | België    | Tweede Klasse  | 22    | 2     |
| Bijgewerkt: | 2 juni 2012 |           | Totaal         | 342   | 17    |